# Mainri (sockenhuvudort i Kina, Tibet Autonomous Region, lat 29,50, long 94,61)
Mainri (kinesiska: Mirui, 米瑞, 米瑞乡) är en sockenhuvudort i Kina. Den ligger i den autonoma regionen Tibet, i den sydvästra delen av landet, omkring 340 kilometer öster om regionhuvudstaden Lhasa. Antalet invånare är 2 247. Befolkningen består av 1 128 kvinnor och 1 119 män. Barn under 15 år utgör 20,0 %, vuxna 15-64 år 71 %, och äldre över 65 år 7,0 %.
Runt Mainri är det mycket glesbefolkat, med 2 invånare per kvadratkilometer. Närmaste större samhälle är Qabnag, 13,5 km sydväst om Mainri. Trakten runt Mainri består i huvudsak av gräsmarker.
Genomsnittlig årsnederbörd är 1 771 millimeter. Den regnigaste månaden är juni, med i genomsnitt 386 mm nederbörd, och den torraste är januari, med 3 mm nederbörd.